# Wielki Pies
Wielki Pies (łac. Canis Major, dop. Canis Majoris, skrót CMa) – gwiazdozbiór nieba zimowego półkuli południowej, znany już w starożytności. Zajmuje 43. miejsce pod względem rozmiaru i należy do rodziny gwiazdozbiorów Oriona. W Polsce widoczny zimą. Liczba gwiazd dostrzegalnych nieuzbrojonym okiem: około 80.

## Mity i legendy
Najjaśniejsza gwiazda (Syriusz, Alfa Canis Majoris, α CMa) miała ogromne znaczenie dla starożytnych Egipcjan, którzy nazywali ją Sotis i oparli na jej widoczności kalendarz. Syriusz uważany był za boską gwiazdę i czczony. Heliakalny wschód gwiazdy (15 czerwca) zwiastował doroczne wezbranie wód Nilu. Dla ludności zamieszkującej Egipt była to informacja niezwykle ważna, regularne wylewy zapewniały żyzność ziem doliny Nilu. Znaczenie Syriusza w dziejach Egiptu było związane z boginią Izydą, siostrą i małżonką Ozyrysa. Symbol psa pochodzi z wcześniejszego okresu, kiedy gwiazdę tę identyfikowano z bogiem o głowie szakala – Anubisem.
Grecy przyswoili wcześniejsze opowieści o Syriuszu, a sam gwiazdozbiór utożsamiali z myśliwskim psem mitologicznego beockiego olbrzyma Oriona, towarzyszącego mu wraz z Małym Psem w polowaniu. Zgodnie z legendą psy myśliwskie Oriona, jeden duży, drugi mały, ścigają przez wieczność po niebie Zająca. Starożytni pisarze Eratostenes i Hyginus uważali, że Wielki Pies reprezentował Laelapsa, psa tak szybkiego, że nie umknęła mu żadna ofiara, oprócz lisa z góry Teumessos, którego przeznaczeniem było nigdy nie zostać złapanym. Laelapsos został wysłany w niekończącą się pogoń za lisem, zesłanym przez Apolla na zgubę mieszkańców miasta Teb, na północ od Aten. Zeus zakończył pościg zamieniając te zwierzęta w kamienie i umieścił psa na niebie jako Wielkiego Psa, daleko od Lisa.
Arabowie przejęli od Greków wyobrażenie wiernych psów myśliwskich Oriona. Odzwierciedla się to w arabskiej nazwie tego gwiazdozbioru Al Kalb al Jabbar  (Pies Olbrzyma).

## Jak odnaleźć konstelację
Najjaśniejsza gwiazda konstelacji, a jednocześnie najjaśniejsza z gwiazd na nocnym niebie – Syriusz – sprawia, że łatwo odnaleźć gwiazdozbiór. Można go odszukać również w inny prosty sposób, wykorzystując trzy gwiazdy w pasie Oriona (Alnitak – Zeta Orionis, Alnilam – Epsilon Orionis, Mintaka – Delta Orionis). Przedłużenie łączącej je linii wskazuje Syriusza.

## Gwiazdy Wielkiego Psa
Potrzeba dość małej wyobraźni, by zobaczyć psa w jasnych gwiazdach Wielkiego Psa. Syriusz jest jego okiem, a beta (β), gwiazda drugiej wielkości, jest pazurem przedniej łapy. Trójkąt utworzony przez omikron2, deltę i epsilon jest zadem, a linie do ety i zety stanowią ogon i tylną nogę psa.
- Najjaśniejsza gwiazda tego gwiazdozbioru, Syriusz (α CMa – Alfa Canis Majoris), zwany też Psią Gwiazdą (Canicula), ze starogreckiego oznacza „gorący”, „prażący”, „skwarny”, jest jedną z najbliższych i najjaśniejszą z wszystkich gwiazd na całym nocnym niebie; typ widmowy A1 V, wielkość −1,44m, odległość 8,65 lat świetlnych[4]. Ten karzeł ma niemal dwukrotnie większą masę niż Słońce, ale jest aż 26 razy jaśniejszy. Syriusz jest gwiazdą podwójną, jego bliskim towarzyszem jest biały karzeł (Alfa Canis Majoris B) o masie niemal równej masie Słońca, ale o średnicy zaledwie 12 000 km. Towarzysz ten jest nieformalnie nazywany Szczeniakiem, ale z powodu przeważającej jasności Syriusza dostrzeżenie go stanowi poważny test zarówno dla obserwatora jak i teleskopu[1]. Za około 300 tysięcy lat sonda Voyager 2, która opuściła Układ Słoneczny, minie Syriusza w odległości około 4,3 roku świetlnego[5].

Inne gwiazdy tego gwiazdozbioru to:
- Mirzam (β CMa), typ widmowy B1 II-III, jasność 1,98m, odległość 500 lat świetlnych,
- Muliphein (γ CMa), typ widmowy B8 II, jasność 4,11m, odległość 400 lat świetlnych,
- Wezen (δ CMa), typ widmowy F8 Ia, jasność 1,83m, odległość 1790 lat świetlnych,
- Adara (Epsilon Canis Majoris, ε CMa) jest drugą najjaśniejszą gwiazdą w konstelacji i jedną z najjaśniejszych na niebie. Jej nazwa pochodzi od arabskiego słowa oznaczającego „Panny”. Posiada dodatkowy składnik oddalony o 7,5 sekund łuku. Cały układ jest oddalony od Ziemi o około 431 lat świetlnych[2].
- Furud (ζ CMa), typ widmowy B2,5V, jasność 3,02m, odległość 335 lat świetlnych.

## Interesujące obiekty
- W gwiazdozbiorze Wielkiego Psa znajduje się Karzeł Wielkiego Psa, nieregularna galaktyka karłowata, najbliższy sąsiad i satelita Drogi Mlecznej.
- Przy odpowiednich warunkach gołym okiem dostrzec można jasną gromadę otwartą M41 (NGC 2287). Od Ziemi oddalona jest o około 2300 lat świetlnych, widoczna nieuzbrojonym okiem w postaci mgiełki o jasności 4,5m, a jej średnica wynosi około 25 lat świetlnych. W obrębie M41 znajduje się około 100 gwiazd, natomiast wiek gromady szacuje się na około 190 milionów lat. Znana już w starożytności. Znajduje się niemal w linii prostej cztery stopnie pod Syriuszem[2].
- W północnej części konstelacji umiejscowił się NGC 2359 (Hełm Thora), interesujący jasny bąbel gazu oświetlony przez super gorącą gwiazdę Wolfa-Rayeta.
- W 15-centymetrowym teleskopie NGC 2362 jawi się jako jedna z najatrakcyjniejszych gromad otwartych na niebie. Gęste trójkątne zbiorowisko bladych gwiazd zdaje się spiralnie opadać w kierunku centrum, gdzie znajduje się jasna gwiazda tau (τ) Wielkiego Psa i jej dwóch ciemniejszych towarzyszy.
- W pobliżu mieści się NGC 2354, inna zatłoczona zbieranina bladych iskierek o średnicy niemal połowy Księżyca w pełni[3].

## Planety pozasłoneczne
HD 47536 to gwiazda typu olbrzym o typie widmowym K1 i masie 0,94 masy Słońca oraz promieniu 23,47 promieni Słońca. W latach 2003 i 2007 odkryto krążące wokół niej dwie planety. Planeta b o masie 5 mas Jowisza obiega gwiazdę z okresem 430 dni. Planeta c o masie 7 mas Jowisza dokonuje pełnego obiegu w 2500 dni.